# Emeroleter
Emeroleter is een geslacht van relatief kleine uitgestorven parareptielen binnen de familie Nycteroleteridae. Exemplaren van dit geslacht zijn gefossiliseerd in het Boven-Perm (Wuchiapingien) in Europees Rusland.

## Naamgeving
De typesoort Emeroleter levis werd in 1997 benoemd door Iwachnenko. De geslachtsnaam betekent 'sluipmoordenaar van het daglicht', een opzettelijke tegenstelling met de naam van de verwant Nycteroleter, de 'nachtelijke sluipmoordenaar'. De soortaanduiding betekent 'de gladde' in het Latijn.
Het holotype is PIN 2212/92, een schedel gevonden bij Koteljnitsj. Andere schedels en losse kaken zijn toegewezen.

## Kenmerken
Emeroleter bereikte een lichaamslengte van ongeveer dertig centimeter. De ledematen waren sierlijk en werden gekenmerkt door slanke carpale en tarsale elementen. Op basis van de fossielen die tot nu toe zijn opgegraven, kan worden aangenomen dat de staart kort en sierlijk was. Op de schedel van Emeroleter bevinden zich kleine, ronde, gelijkmatig verdeelde putjes en supratemporalen, die posterolateraal uitmonden in brede hoorns.